# Дю Пейре, Жан-Арман
Жан-Арма́н дю Пейре́, граф де Треви́ль (фр. Jean-Armand du Peyrer, le comte de Tréville; 1598 — 8 мая 1672) — капитан-лейтенант французских королевских мушкетёров, известный главным образом благодаря знаменитому роману Александра Дюма «Три мушкетёра» и его многочисленным экранизациям.

## Детство
Жан-Арман родился в семье Жана дю Пейре. Беарнец родом, Жан-Арман происходил не из аристократической семьи, однако его отец в 1607 году купил владение Труа-Виль (фр. Troisville, буквально — «Три города»), в местном произношении «Тревиль», и стал, таким образом, сеньором Тревилем.

## Военная служба
В 1616 году 17-летний Жан-Арман оставляет торговлю оружием и направляется в Париж, чтобы вступить кадетом в армию. Он был впервые представлен Людовику XIII в 1621 году, после осады Монтобана. Вот как вспоминал позже этот эпизод маршал Франсуа де Бассомпьер:

Там сильно отличился Тревиль, баскский дворянин, носивший мушкет в полковой роте. Я попросил у короля пожаловать ему чин прапорщика в Наваррском полку. Но когда я вёз его в Пикекос (ставку короля), чтобы поблагодарить Его Величество, он отказался от этой должности, говоря, что не оставит гвардейский полк, где служит уже четыре года. И если король счёл его достойным быть прапорщиком Наваррского полка, в будущем он заслужит и получит от Его Величества такой же чин в гвардейском полку.

Так или иначе, но Тревиль заслужил этот чин уже на следующий год, а три года спустя, в 1625 году, отличившись при осадах Сент-Антонена и Монпелье, он был назначен корнетом роты мушкетёров. В 1629 году, при штурме Сузы, он был сублейтенантом, а в 1632 году стал лейтенантом. Наконец, с 1634 года он являлся капитан-лейтенантом (фактическим командиром) роты королевских мушкетёров, которой формально командовал сам король. Мушкетёров набирали исключительно из гвардейцев: переход в мушкетёры был повышением, позволял приблизиться к королю. Поскольку сам Тревиль был беарнцем, то при наборе в роту он предпочитал своих земляков, беарнских и гасконских дворян, в числе которых были его племянники Анри д’Арамитц, Арман д’Атос и Исаак де Порто (был рекомендован из гвардии своим ротным командиром, шурином Тревиля капитаном дез Эссаром), а также Шарль де Батц де Кастельмор, который под именем д’Артаньян сделал блестящую карьеру и возглавил роту мушкетёров в царствование Людовика XIV.
Тревиль оказался замешанным в заговоре кавалера Сен-Мара, после раскрытия которого был по настоянию кардинала Ришельё отстранён от должности и изгнан (1642). Однако сразу же после смерти Ришельё в ноябре того же года Тревиль был возвращён на свой пост. В следующем 1643 году умирает сам Людовик XIII, и регентша Анна Австрийская, стремясь привязать к себе Тревиля, возвела его в графское достоинство. Однако Тревиль очень скоро оказался во враждебных отношениях с всемогущим первым министром кардиналом Мазарини, который сначала попытался заполучить его пост для своего племянника Манчини, а когда это не удалось — распустил роту мушкетёров под предлогом экономии (1646). Тревиль удалился на родину и, не примкнув к Фронде, стал губернатором провинции Фуа. Между 1660 и 1663 годами он перестроил замок Элисабё (le château d'Eliçabea) в Труавиле. Предполагается, что к строительству имел прямое отношение самый известный французский архитектор XVII века Франсуа Мансар. В этом пиренейском замке граф де Тревиль и умер в 1672 году. 
Тревиль был женат и имел в браке двух сыновей, которые умерли, не оставив потомства.

## В массовой культуре
В литературе
Согласно романам «Три мушкетёра» и «Двадцать лет спустя» де Тревиль был не лейтенантом, а уже капитаном королевских мушкетёров даже во времена событий первой книги, под его началом и служил сначала рядовой мушкетёр, а затем лейтенант д’Артаньян. В книге «Двадцать лет спустя» упоминается, что де Тревиль уже стареет, а в конце книги говорится, что он уже год как освободил должность капитана и что эта должность вакантна.
Де Тревиль появляется в романе чешского писателя Владимира Неффа «Перстень Борджа» (1975).
В экранизациях
- Первым актёром, сыгравшим его роль, стал американец Роберт Броуэр (1911).
- Уиллис Робардс — Три мушкетёра / The Three Musketeers (США; 1921) режиссёр Фред Нибло.
- Максим Дежарден
  - Сериал Три мушкетёра / Les Trois Mousquetaires (Франция; 1921) режиссёр Анри Диаман-Берже.
  - Vingt ans après (Франция; 1922) режиссёр Анри Диаман-Берже.
- Д’Артаньян и три мушкетёра (СССР, 1978), режиссёр Георгий Юнгвальд-Хилькевич — Лев Дуров. В исполнении Дурова капитан де Тревиль — умудрённый опытом, добродушный пожилой вояка, постоянно пытающийся уберечь горячих мальчишек-мушкетёров[4]. Сходство кинематографического персонажа с литературным образом было таково, что исполнитель роли Атоса актёр Вениамин Смехов так и называл Дурова — капитан Лев Константинович де Тревиль[5].
- Три мушкетёра (Россия, 2013), режиссёр Сергей Жигунов — Александр Лыков.
- Три мушкетёра / Les Trois Mousquetaires (Франция, 2023), режиссёр Мартен Бурбулон — Марк Барбе.

## Галерея
- Статуя де Тревиля в Олорон-Сент-Мари
- Статуя де Тревиля в Олороне, скульптор Франсис Клертан
- Замок Шато д'Элисабеа[фр.] в Труа-Виле